# Ofensiva de Deir ez-Zor (enero de 2016)
 La ofensiva de Deir ez-Zor (enero de 2016) fue una operación militar del EIIL, durante la cual se hizo cargo de los suburbios del norte de Deir ez-Zor el 16 de enero de 2016, y mató de 135 a 300 personas, mientras que también secuestró a otras 400.

## Contexto
En 2011, la Guerra Civil Siria comenzó después de un levantamiento contra el presidente Bashar al-Assad. Los rebeldes tomaron la gobernación de Deir ez-Zor, excepto por aproximadamente la mitad de la ciudad de Deir ez-Zor, que quedó en manos del gobierno. Sin embargo, en 2014, el Estado Islámico de Irak y el Levante (EIIL) se hicieron cargo de todas las áreas que anteriormente ocupaban los rebeldes. Desde entonces, el EIIL intentó repetidamente tomar el control del resto de la ciudad de Deir ez-Zor. 

## La ofensiva

### Asalto inicial y masacre
El 16 de enero de 2016, los militantes del EIIL lanzaron un ataque contra Deir ez-Zor. En la lucha inicial, al menos 35 soldados del ejército árabe sirio y milicianos aliados murieron. El grupo utilizó "seis atacantes suicidas primero e intentaron ingresar en posiciones militares pero fracasaron", según el gobierno. El opositor SOHR agregó que el grupo "llevó a cabo varios asaltos" durante el día.
Después de que partes de la ciudad fueron invadidas por el EIIL, combatientes oficialistas y sus familias se encontraban entre los atacados en los vecindarios de Baghiliya y Ayyash. El gobierno sirio y los medios estatales dijeron que 250 -300 personas fueron asesinadas, incluso algunas por decapitación; el SOHR tenía números diferentes, reportando 135 muertes, de las cuales 85 eran civiles y 50 soldados.  El EIIL también capturó un depósito de armas del ejército y se apoderó de los tanques. SOHR agregó que el EIIL secuestró a unos 400 civiles de familias de combatientes a favor del gobierno. "Existe un temor genuino por sus vidas, existe el temor de que el grupo pueda ejecutarlas como lo ha hecho antes en otras áreas".  "Abu Hamza Al-Ansari", un importante comandante del EIIL en la provincia, fue asesinado durante una ofensiva del EIIL en Ayyash y Al-Bughayliyah por la 104.ª Brigada Aerotransportada.  
Las fuerzas del EIIL continuaron avanzando en las áreas mantenidas por el gobierno sirio al noroeste de la ciudad de Deir ez-Zor, tomando las áreas al sur y al oeste de Baghiliya.

### Intento de contraataque
Se informó de contraataques de los aviones de combate de la Fuerza Aérea de Rusia , en apoyo de las fuerzas del ejército sirio, para recuperar las áreas.  Alrededor de 60 combatientes del EIIL murieron en ataques aéreos, según el ministerio de defensa ruso.
El 19 de enero, el EIIL lanzó una nueva ofensiva contra el territorio del gobierno, aprovechando una tormenta de polvo que casi aterrizó aviones de combate rusos.  Más de 80 combatientes del EIIL murieron mientras luchaban contra las fuerzas gubernamentales en el distrito de Al-Baghayliyah. 75-82 soldados del gobierno (11 de ellos del NDF) y 12 miembros de la tribu Shaytat pro-gobierno también murieron.   Al día siguiente, una fuente oficial del gobierno afirmó que las fuerzas del gobierno recapturaron el campamento de Saiqa, la cima de Tal Kroum y el depósito de armas de Ayyash.  Sin embargo, informes posteriores confirmaron que todavía estaban en manos de ISIL. Más tarde, el 20 de enero, el distrito de Al-Baghaliyeh también cayó al ISIL y los yihadistas tomaron la Base del Batallón de Misiles, al sur de Deir Ezzor, y las granjas de Al Mari'iyah.   Más temprano en el día, una operación de la fuerza aérea rusa entregó 50 toneladas de ayuda humanitaria a civiles en Al-Baghaliyeh.  Los avances dejaron a ISIL en control de al menos el 60% de la ciudad de Deir ez-Zor.  En este momento, ISIL liberó a 270 de los 400 civiles secuestrados durante el fin de semana.
El 21 de enero, el ejército sirio lanzó una ofensiva contra el distrito de Baghiliya, con 11 soldados muertos.

## Secuelas
El 22 de enero, los ataques aéreos rusos mataron a 44 en el distrito de Tala'a controlado por el EIIL y al día siguiente, otros ataques aéreos mataron a 63 en Khasam.
El 26 de enero, seis civiles fueron asesinados por un mortero y un general de brigada del ejército árabe sirio fue asesinado.
El 28 de enero, el EIIL lanzó una ofensiva contra el distrito de Al-Baghayliyah para apoderarse de la colina de Al-Rawad, la universidad de Al-Jazeera y el hotel Firat Al-Sham.  El ataque fue interrumpido por los ataques aéreos de las fuerzas aéreas sirias y rusas. El 30 de enero, ISIL lanzó un ataque a lo largo de la calle Cinema Fouad dentro del distrito Al-Rashidiyah y contra el distrito Al-Haweeqa.
El 11 de marzo, el Comando Central del Ejército Árabe Sirio anunció su intención de levantar el asedio del EIIL a Deir ez-Zor mediante la captura de Palmira y la carretera Palmira-Deir ez-Zor.  
El 18 de mayo, el ejército sirio afirmó que más de 200 militantes del EIIL habían sido asesinados después de un asalto del gobierno en el distrito occidental de la ciudad sitiada.  Sin embargo, este número es cuestionado por el Observatorio Sirio de Derechos Humanos, que ofrece una estimación más conservadora de los 50 militantes del EIIL muertos.

## Damnificados
Las bajas del ejército árabe sirio fueron 200 muertos, de los cuales 48 fueron ejecutados por el EIIL. También murieron 110 combatientes del EIIL, incluyendo 30 terroristas suicidas.

## Reacciones
Una rama anónima del gobierno sirio condenó la "masacre horrible contra los residentes de Baghiliya en Deir al-Zor".